# The Blitz
The Blitz va ser un bombardeig aeri sostingut del Regne Unit per part de la Luftwaffe de l'Alemanya Nazi que va tenir lloc des del 7 de setembre de 1940 fins al 10 de maig de 1941 durant la Segona Guerra Mundial. Va començar amb el bombardeig de Londres però atacaren també moltes ciutats del Regne Unit durant 57 o 76 nits consecutives segons les fonts.
Cap a la fi del mes de maig de 1941, uns 43.000 civils, la meitat d'ells a Londres, van perdre la vida de resultes del bombardeig i, pel que fa només a Londres, més d'un milió de cases van ser destruïdes o patiren danys.
A més de Londres, van ser atacats centres importants com Belfast, Birmingham, Bristol, Cardiff, Clydebank, Coventry, Greenock, Sheffield, Swansea, Liverpool, Kingston upon Hull (la ciutat més fortament bombardejada després de Londres), Manchester, Portsmouth, Plymouth, Nottingham i Southampton.
Cap al maig de 1941, els nazis van desistir d'envair la Gran Bretanya i la desmoralització de la població britànica, que segurament estava en l'ànim del Blitz, no va tenir lloc i Hitler va focalitzar la seva atenció en l'est d'Europa.